# Trillion Game
Trillion Game (jap. トリリオンゲーム Toririon Gēmu) ist eine Mangaserie des Autors Riichirō Inagaki und des Zeichners Ryōichi Ikegami, die seit 2020 in Japan erscheint. Sie wurde als Fernsehserie und Animeserie adaptiert. Im Jahr 2025 kam zudem ein Kinofilm heraus. Die Geschichte erzählt vom Aufstieg zweier junger japanischer Unternehmer, die die reichsten der Welt werden wollen.

## Inhalt
Nach seinem Uniabschluss nimmt Haru Tennōji sich vor, als erster Japaner unter den reichsten Menschen der Welt zu stehen und als erster eine Billion Dollar zu besitzen. Er hat großes Selbstbewusstsein und Redetalent, nennt sich selbst den gierigsten Mann der Welt, kann sonst aber nicht viel. Er trifft auf Manabu Taira, den er aus der Mittelschule kennt. Der ist zwar ein begabter Programmierer geworden, doch der Umgang mit anderen Menschen fällt ihm schwer. So findet er keinen Job, während Haru ablehnt, wenn ihm ein Arbeitgeber nicht passt. Er überredet Manabu, der von ihm nur „Gaku“ genannt wird, gemeinsam eine Firma zu gründen. Durch Harus Auftreten kommen sie nach einigen Mühen schließlich an Kirika Kokuryū heran, Tochter des Eigentümers der Dragon Bank und selbst Unternehmerin. Ihr gefällt die ungewöhnliche Kombination der beiden und sie will investieren, aber damit auch die Mehrheit an der Firma bekommen. Haru meldet die beiden bei einem Hacking-Wettbewerb an, um mit dem Erfolg dort und dem Interesse Kirikas als Lockmittel endlich die nötigen Investoren anzulocken. 

## Veröffentlichungen
Seit Dezember 2020 wird der Manga in Einzelkapiteln im Magazin Big Comic Superior bei Shogakukan veröffentlicht. Der Verlag bringt die Bände auch gesammelt in bisher zehn Bänden heraus. 2024 wurde die Serie mit dem Shōgakukan-Manga-Preis ausgezeichnet. Eine englische Fassung erscheint bei Viz Media und eine italienische bei Edizioni Star Comics.
Eine Umsetzung der Geschichte als Dorama entstand in Eigenproduktion für den Sender TBS. Dabei führten Kenta Tanaka, Kentarō Takemura und Yoshiaki Murao Regie, das Drehbuch schrieb Daisuke Habara und die Musik komponierte Hideakira Kimura. Die zehn Folgen wurden vom 14. Juli bis 15. September 2023 in Japan ausgestrahlt. Die Plattform Netflix zeigte eine englische Fassung.
Bei Studio Madhouse entstand unter der Regie von Yūzō Satō eine Adaption als Animeserie. Hauptautor war Ryunosuke Kingetsu. Das Charakterdesign entwarf Kei Tsuchiya, die 3D-Animationen leitete Yasutaka Tanaka und für die Kameraführung war Hironobu Hatanaka verantwortlich. Die musik komponierte Takurō Iga und das Vorspannlied ist Beat the odds von &TEAM. Der Abspann ist unterlegt mit dem Titel Unbelievable von Klang Ruler. Im September 2023 wurde der Anime erstmals angekündigt. Die Serie startete am 3. Oktober 2024 bei TBS in Japan. Am gleichen Tag begann die internationale Veröffentlichung per Streaming über die Plattform Crunchyroll mit englischer Synchronfassung und Untertiteln unter anderem auf Deutsch.
| Rolle               | japanische Stimme (Seiyū) |
| ------------------- | ------------------------- |
| Manabu „Gaku“ Taira | Shōya Ishige              |
| Haru Tennōji        | Takeo Ōtsuka              |
| Kirika Kokuryū      | M.A.O                     |